# Megasoma elephas
El escarabajo elefante (Megasoma elephas) es un miembro de la familia Scarabaeidae y la subfamilia Dynastinae. Son escarabajos rinocerontes neotropicales.

## Apariencia y tamaño
Los escarabajos elefante son de color negro y están cubiertos con una capa de finos pelos microscópicos. Los pelos crecen particularmente gruesos en los élitros del escarabajo. Los pelos dan al cuerpo del escarabajo un color amarillento. Los machos tienen dos cuernos que sobresalen de la cabeza y otro en el protórax. Las hembras no tienen cuernos. Los cuernos se utilizan para la defensa, y para la competencia con otros machos por conseguir alimento y la reproducción con hembras.
El escarabajo elefante mide de 7 a 12 cm, y los machos son a veces incluso más grandes. Los machos son alrededor de 2-3 veces más grandes que las hembras.

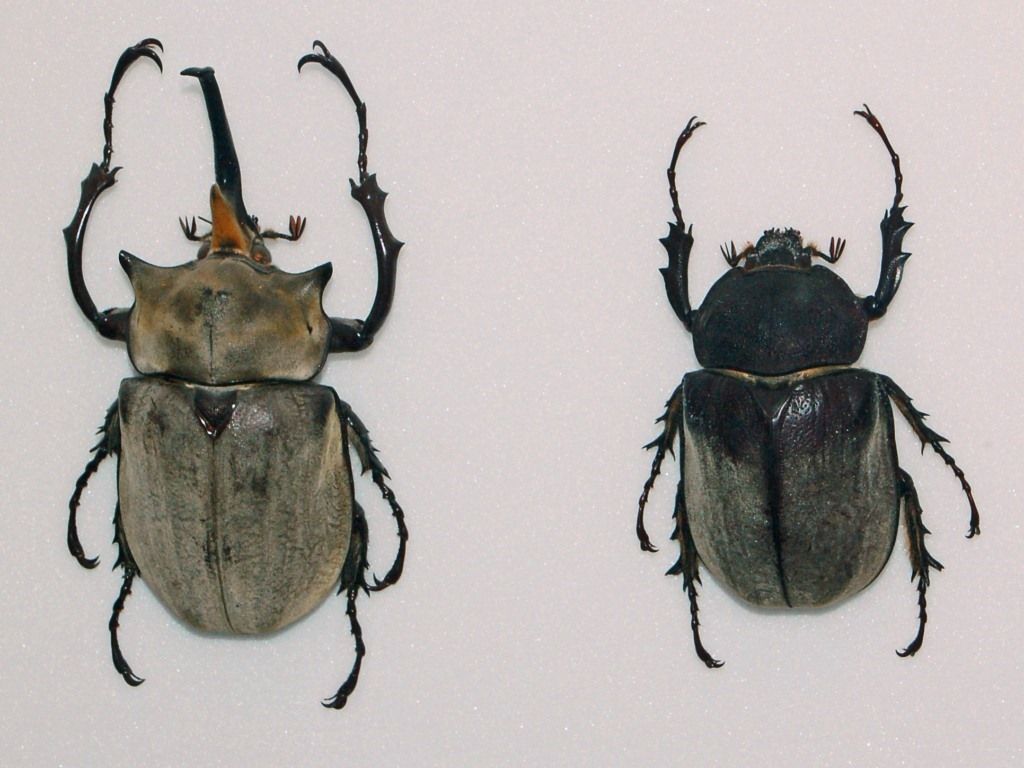

## Comportamiento y hábitos
Los escarabajos elefante viven en los bosques y son principalmente activos durante la noche. Son capaces de mantener altas temperaturas corporales frente a la disminución de temperatura del medio.

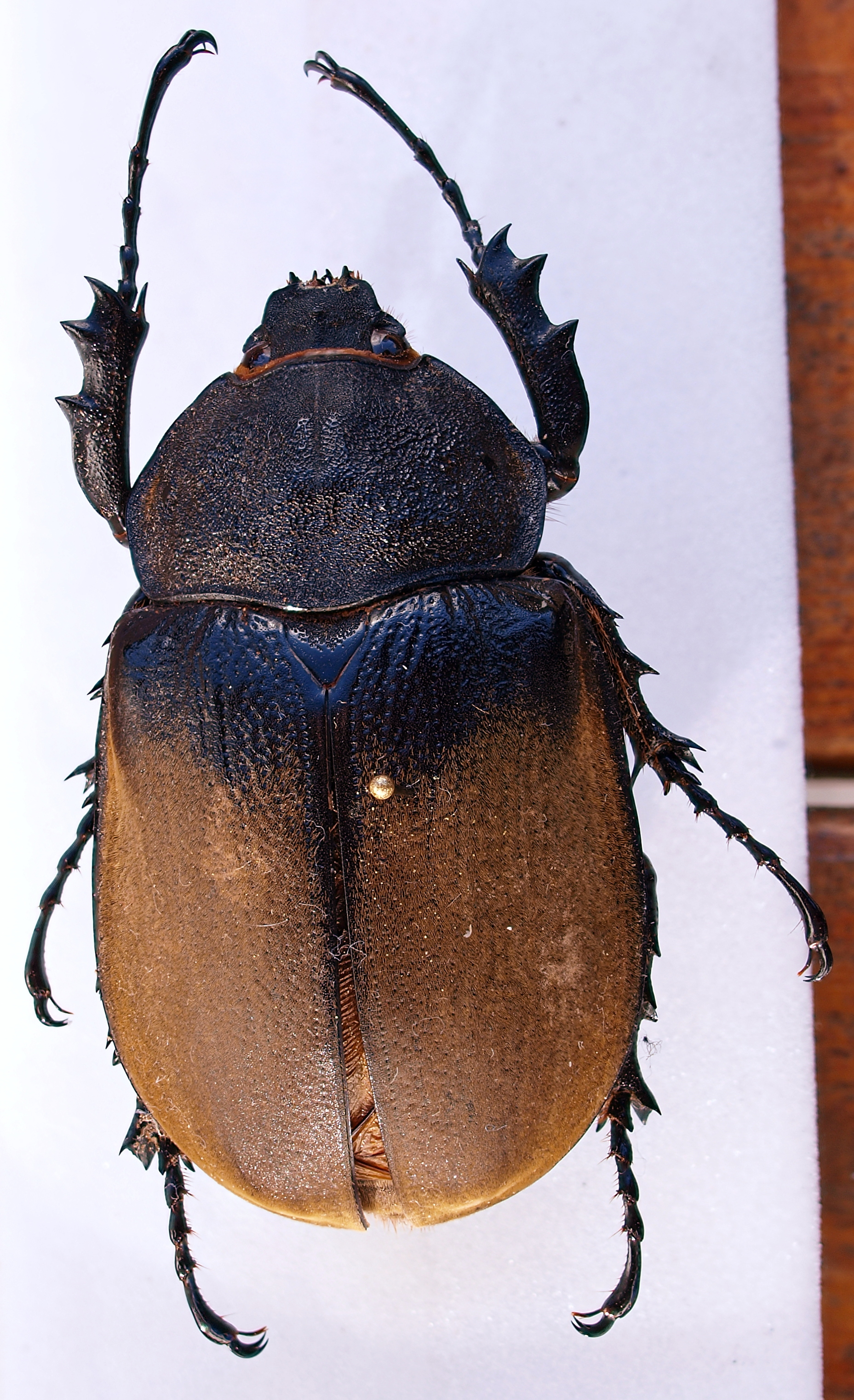

## Cría

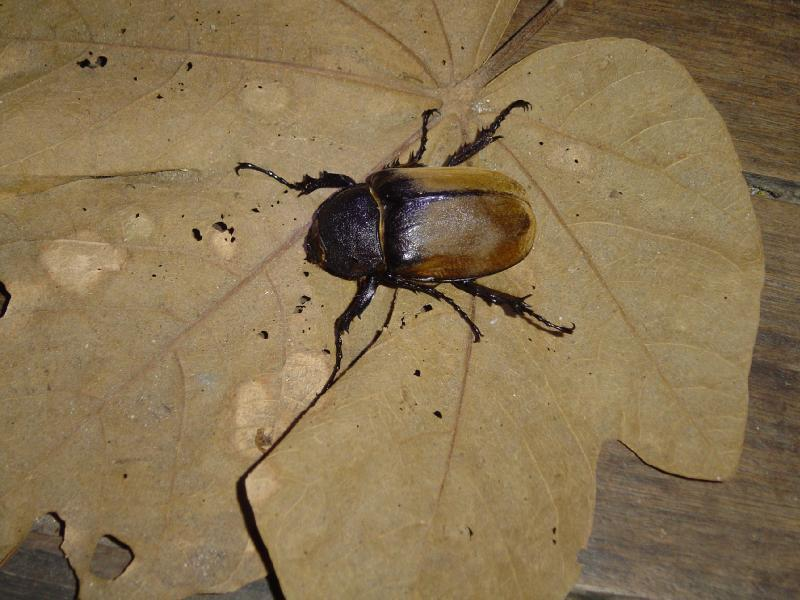
Escarabajo elefante (Megasoma elephas elephas)

En estado larvario se desarrollan en grandes troncos en descomposición de árboles no resinosos y normalmente de madera blanca. Tardan de 2 a 3 años para hacer la pupa y convertirse en escarabajos adultos, dependiendo de la subespecie. El Megasoma elephas hembra pone sus huevos en el interior del tronco en descomposición o en el suelo. Algunas semanas más tarde (normalmente de 2 a 3) los huevos se convierten en larvas con forma de C, blancos gusanos con cabezas marrones y seis patas. La primera etapa larval (L1) dura de 1 a 2 meses, la segunda etapa (L2) dura unos 2 meses y la tercera etapa (la más extensa), tiempo durante el cual las larvas consumen materia orgánica como hojas, madera podrida y pequeños insectos. La última fase antes de convertirse en adultos, es la fase de pupa, que dura alrededor de 3 semanas a una temperatura de 25-30 °C. La vida de un escarabajo elefante adulto es de 6 a 12 meses. La cría de esta especie se está popularizando entre los aficionados, sobre todo en países como Japón, donde muchos los mantienen como "mascotas".

## Distribución
Los escarabajos elefante se encuentran en el sur y norte de México, América Central y en selvas de Sudamérica.
Las poblaciones de escarabajo elefante se están agotando por la destrucción de las selvas tropicales, que ha reducido sus tierras para el apareamiento.

## Alimentación
Para su alimentación, los escarabajos comen la savia de ciertos árboles y frutos maduros caídos, como piñas o plátanos. También se alimentan de corteza de ciertos árboles como el flamboyán. 

## Uso potencial militar
Como parte de un proyecto patrocinado por el Pentágono, los investigadores de la Universidad de California en Berkeley han implantado electrodos en las pupas de escarabajo elefante. Esto permite un cierto control a distancia del vuelo de los adultos.